# Daily Planet
A The Daily Planet egy kitalált napilap, ami a DC Comics által kiadott nagy sikerű Superman képregénysorozatban szerepel. Az újságnak Metropolisban van a székhelye, az alkalmazottjai közé tartozik Clark Kent, Lois Lane és Jimmy Olsen. Főszerkesztője Perry White. A Superman képregényekben a The Daily Planet egy híres, országszerte kiadott újság, hasonló, mint a valós világban a The New York Times.